# Тиль, Виктор Вальдемарович
Виктор Вальдемарович Тиль (род. 17 октября 1954; Тюменская область, РСФСР, СССР) — казахстанский хозяйственный и общественный деятель, шахтёр.
Генеральный директор Донского горно-обогатительного комбината (филиал АО ТНК «Казхром»).

## Биография
Тиль Виктор Вальдемарович родился 17 октября 1954 года в Тюменской области (РСФСР).
В 1974 году окончил Нижнетагильский горно-металлургический техникум по специальности маркшейдерское дело.
В 1983 году окончил Всесоюзный заочный политехнический институт, технология и комплексная механизация подземной разработки месторождений полезных ископаемых г. Москва.
Трудовую деятельность начал в 1974 году подземным маркшейдерским рабочим Соколовского шахтного путевого управления № 9 треста «Востокшахтопроходка», затем работал участковым маркшейдером и горным мастером угольного разреза «Шастаки».
С 1977 по 1979 годы — подземный крепильщик шахты «Молодёжная», участковый маркшейдер шахты, старший маркшейдер шахты «Центральная».
С 1983 по 1991 годы — старший маркшейдер шахты, главный инженер, начальник шахты «Центральная» ХСШСУ-6.
С 1991 по 1998 годы — начальник управления ХСШСУ-6, начальник шахты «Молодёжная» Донского ГОК.
С 1998 по 2004 годы — директор АО «Донской ГОК».
С 2004 по 2018 годы — генеральный директор АО «ТНК „Казхром“».
С 2018 по 2021 годы — генеральный директор Донского горно-обогатительного комбината (филиал АО ТНК «Казхром»).

## Награды
- 2001 — Медаль «За трудовое отличие» (Казахстан)[5]
- 2008 — Орден Курмет
- 2008 — Премия Человека года Актюбинской области
- 2012 — золотой медаль Министерства образования РК «Меценат образования»
- 2013 — Орден Парасат[6][7]
- 2013 — Почётный гражданин города Актобе[8]
- 2017 — Почётный гражданин Актюбинской области за большой вклад в развитие экономики, здравоохранения, социальной сферы и активное участие в общественной жизни области[9]
- 2019 — Указом президента Республики Казахстан от 29 ноября 2019 года награждён орденом «Отан» из рук президента в Акорде.[10][11][12]
- нагрудный знак «Қазақстан Республикасының Құрметті кеншісі»
- нагрудный знак «Шахтерская слава» 1,2,3 степени и др.